# SNCASO トリダン
SO.9000/SO.9050 トリダン
ル・ブルジェ航空宇宙博物館に展示されているトリダン I
- 用途：高速要撃機（実験機）
- 製造者：SNCASO（シュド・ウエスト）
- 運用者：フランス空軍
- 初飛行：1953年3月2日
- 生産数：12機
- 退役：1957年7月計画中止
- 運用状況：退役

SNCASO SO.9000 トリダン（SNCASO SO.9000 Trident）は、1950年代のフランスの複合動力プロトタイプ要撃機。超音速で飛行する能力を有していたが、1957年7月、試作機12機が製造された時点で計画は中止された。

## 設計と開発
フランス空軍は、シュド・ウエストに拠点防衛要撃機の開発を命じ、研究は1948年10月から開始された。提案された機体は、主動力をSEPR社のロケットエンジンとする肩翼機で、増強のために翼端にターボジェットエンジンを装備した。初飛行は1953年3月2日に、テストパイロットのJacques Guignardによって実施されたが、ターボジェットのみを使用したために、離陸には滑走路一杯を使う必要があった。1955年3月から、ダッソーが製造した合計推力7.34 kN（1,654 lbf）のアームストロング・シドレー ヴァイパーターボジェットエンジンを装備したトリダン Iが飛行試験を開始した。このエンジンのおかげで、ロケットエンジンを使用しない場合でも、緩降下時にマッハ1を超えることが出来た。
トリダンの試験飛行は、ノンフィクションライターのBill Gunstonによると、1954年9月にロケットエンジンが装備されるまでは「身の毛がよだつ」ようなものだったと描かれている。18ヶ月間に100回以上の試験飛行が実施され、最高速度はマッハ1.8、到達高度は20,000メートル（65,000 ft）に達した。
トリダン IIのうち1機は、1957年5月21日に、事故のため失われた。
計画は1957年7月に中止された。これは有人航空機ではなくミサイルに重点を置くという、英国の1957年度国防白書の影響を受けたものであった。また、トリダンよりさらに高性能で実用性の高いミラージュIIIの開発が成功（1956年11月17日に試作機が初飛行）したことも影響している。

## バリエーション
SO.9000 トリダン I
2機製造。初号機は1952年の後半に完成した。2号機は1953年9月の初飛行時に墜落した。3チャンバーのSEPR 481　ロケットエンジンを装備し、2,755 lbf（12.25 N）の推力を発生した。
SO.9050 トリダン II
先行量産機として1953年に10機が発注された。より高出力（推力2,645 lbf）のチュルボメカ社製のGabizoターボジェットエンジンと、2チャンバーのSEPR 631ロケットエンジン（より微細に制御できるよう、それぞれのチャンバーが独自に着火できた）。初飛行は1955年12月21日であった。

## 展示機
トリダン初号機は、パリ郊外のル・ブルジェ航空宇宙博物館に1956年から展示されている。

## 仕様（トリダン I）
出典: Gunston
諸元
乗員: 1名
- 全長: 14.0 m
- 全高: 3.70 m
- 翼幅: 8.15 m
- 翼面積: 14.50 m2
- 空虚重量: 3,350 kg
- 運用時重量: 5,500 kg
- 動力: 
  - SEPR 481 ロケットエンジン、推力12.25 kN（2,575 lbf） x 1
  - アームストロング・シドレー ヴァイパーターボジェットエンジン、推力3.67 kN（827 lbf）x 2

性能
- 最大速度: マッハ1.6

## 参考資料

### 出版物
- Bridgman, Leonard (1956). Jane's All the World's Aircraft 1956-57. London: Jane's All the World's Aircraft Publishing Co. Ltd
- Gunston, Bill. Fighters of the Fifties. Cambridge, England. Patrick Stephens Limited, 1981. ISBN 0-85059-463-4
- Taylor, John W.R. Jane's Pocket Book of Research and Experimental Aircraft, London, Macdonald and Jane's Publishers Ltd, 1976. ISBN 0356 08409 4.